# کمبریا (کالیفرنیا)
کمبریا (به انگلیسی: Cambria) یک منطقهٔ مسکونی در ایالات متحده آمریکا است که در شهرستان سن لوییز اوبیسپو، کالیفرنیا واقع شده‌است. کمبریا ۲۲٫۰۳۷ کیلومتر مربع مساحت و ۶٬۰۳۲ نفر جمعیت دارد و ۱۳ متر بالاتر از سطح دریا واقع شده‌است.